# Arthrinium urticae
Arthrinium urticae är en svampart som beskrevs av M.B. Ellis 1965. Arthrinium urticae ingår i släktet Arthrinium och familjen Apiosporaceae.   Inga underarter finns listade i Catalogue of Life.